# 我们能做到！

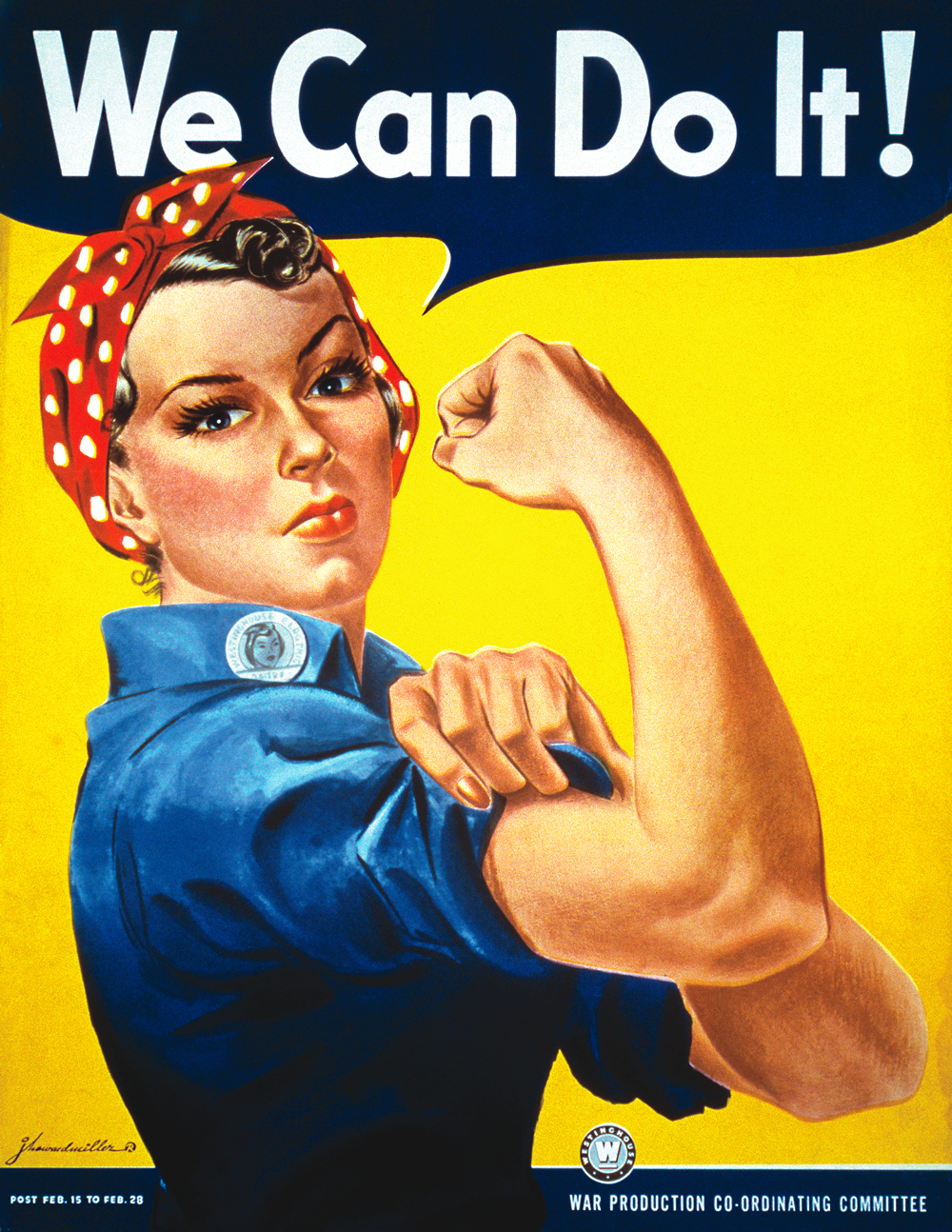
J·霍华德·米勒1943年的海报“我们能做到！”

“我们能做到！”（英語：We Can Do It!）是第二次世界大战期间的一张美国宣传海报，由J·霍华德·米勒（J. Howard Miller）于1943年制作，本意是用来提升西屋公司工人的士气。现代研究普遍认为这张海报是基于一张通讯社黑白照片制作的，所拍摄的是女工娜歐蜜·帕克·弗雷利。
这张海报在二战期间并不常见，事实上一直等到近四十年后的20世纪80年代早期才重新发现，被冠名为“我们能做到！”并以多种形式广泛传播，海报也有“铆钉女工”之名，这是另一个在美国广为人知的战时努力拼搏赶生产女性工人形象。从80年代开始，“我们能做到！”的图像经常用做宣传女性主义和其它政治议题的工具。1994年，该图像登上了《史密森尼》杂志的封面，并在1999年塑造成美国第一类邮票发行。2008年，它成为多位美国政治家宣传资料的一部分；2010年，茱莉娅·吉拉德当选首位女性澳大利亚总理，一位街头艺术家也将“我们能做到！”重新加工来进行庆祝。这张海报也是美国国家档案和记录管理局浏览人数最高的十张图片之一。
海报因重新发现而成名后，许多观察家都假定这张图像只是用來號召更多女工努力支援战争。然而，该海报直至二戰結束前也仅于1943年2月展示过，并且展示范围也严格限制在西屋公司内，海报的目的也是勉励已经入厂工作的女性职工更加努力，而不是为了招聘更多的工人。女权主义者和其他人则利用海报积极向上的态度和明显的政治倾向来将之重新整合为多种形式，包括自我宣传、活动推广、广告和模仿等。

## 背景

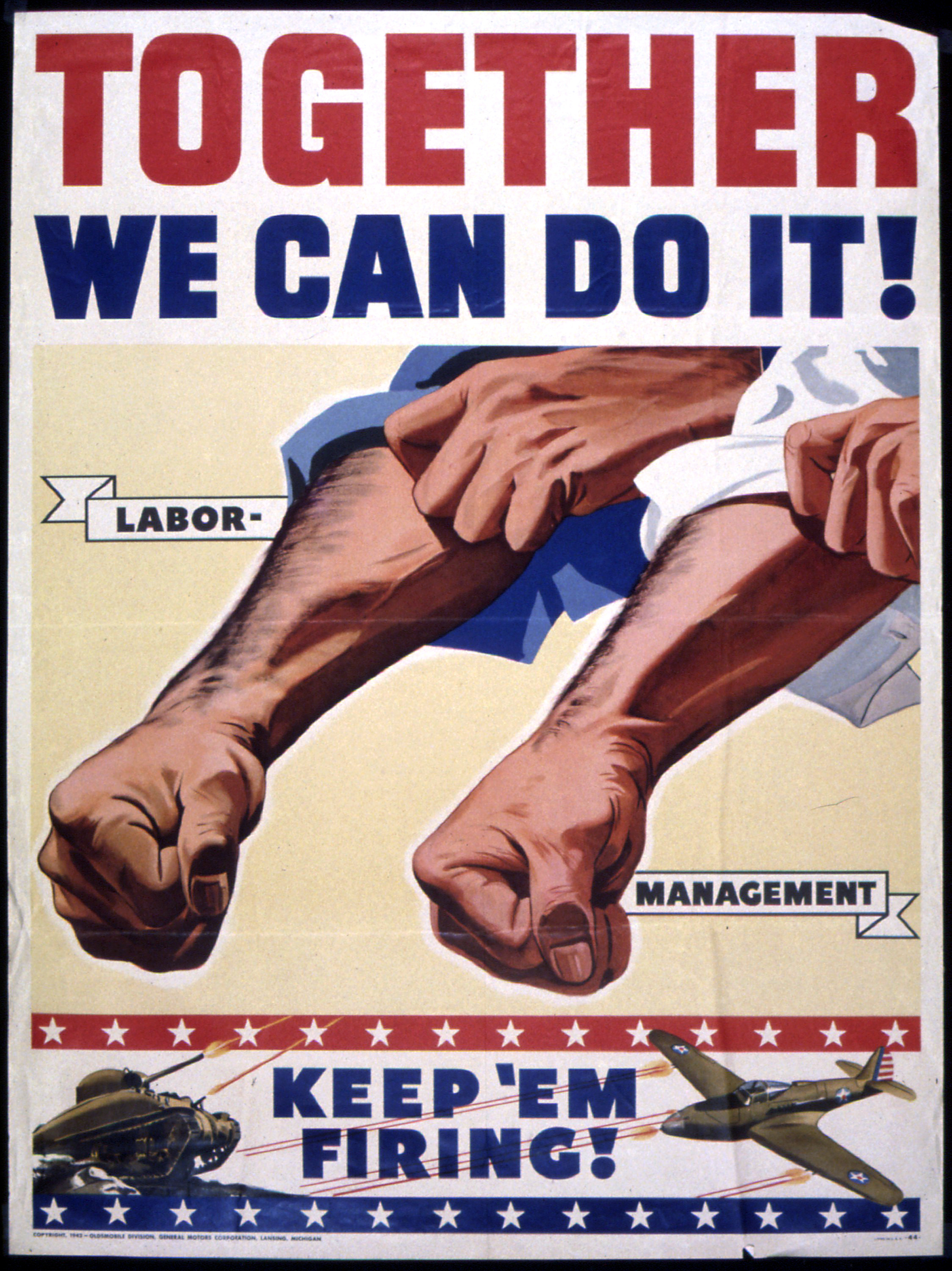
通用汽车公司用于鼓励职工和管理人员团结一致的宣传海报

1941年12月7日，大日本帝国海军偷袭了美国位于珍珠港的海军基地，联邦政府正式向大日本帝国宣战，并呼吁全国的制造商生产更多的战争用品。然而管理层与工会在1930年代期间累积了多年的相互怨恨情绪，许多大型工厂的工作气氛因此非常紧张。通用汽车公司等企业的高管于是努力寻找方法鼓励团队协作，并力图将过去的摩擦降到最低。作为对汽车工人联合工会公关活动传言的回应，通用汽车公司很快在1942年制作了一张显示劳资双方携手努力支援战争的海报，上面写道，“团结起来，我们就能做到！”和“继续开火！”。企业家们希望通过制作这样的海报，将战争的热烈情绪引入生产中，从而增加产量，防止政府为达到生产目标而对企业施加更大的控制权。

### 西屋公司
1942年，匹兹堡艺术家J·霍华德·米勒获西屋公司战争生产内部协调委员会委聘通过一家广告公司来创造一系列海报，用以向该公司的工人们展示。制作这些海报的目的是提高工人的士气，减少旷工现象，引导员工将发现的问题向管理层反映，降低劳动力市场动荡和出现罢工情况的可能性。米勒一共设计了超过42张海报，每一张都会在工厂内展示两个星期再换为下一张。大部分海报中的人物为男性，强调了男性和女性的传统分工。其中一张上画有一位面带微笑的男性管理人员，旁边配有这样的字句：“对工作有什么问题？……都能询问您的上级。”

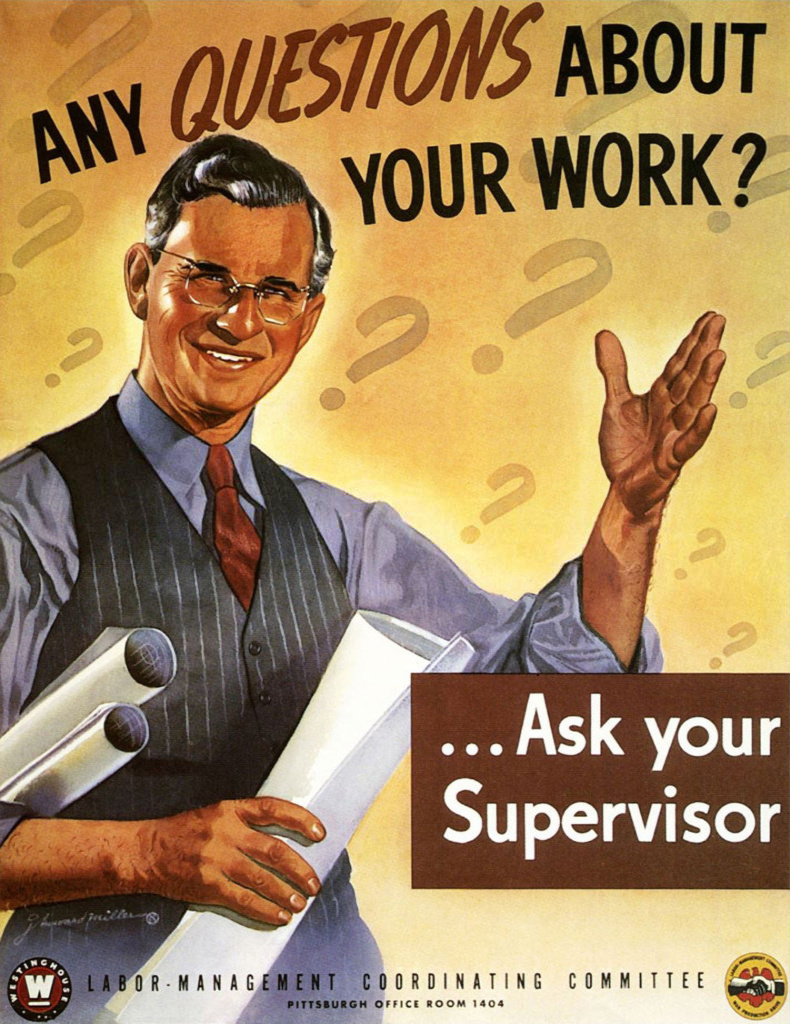
J·霍华德·米勒创作的另一张同系列海报

海报“我们能做到！”一共印刷了不超过1800张，其规格为559毫米长，432毫米宽，起初只是从1943年2月15日（星期一）开始，每张在西屋公司位于匹兹堡东部和美国中西部的几家工厂内展示两个星期。这些工厂都是生产浸渍有西屋公司发明的一种酚醛树脂的塑化头盔内衬，工人大部分是女性，在战争期间一共生产了约1300万件头盔内衬。“我们能做到！”这一口号可能并没有被工厂的工人们理解为只是在鼓励女性，这一系列家长控制意味十足的宣传海报宣扬提升的是管理层的权威，员工的能力和公司的团结。工人们很可能会将之理解为只要大家合作，“西屋雇员就能做到！”。海报以一种乐观的形象来提升员工士气，防止生产进度落后。图片上红白蓝三色正好与美国国旗颜色相同，与爱国主义之间形成一种微妙的呼应，这也是军工企业生产委员会的一个常用的宣传手段。

## 女子铆钉工
第二次世界大战期间，“我们能做到！”海报没有与1942年的歌曲《铆钉工罗西》联系起来，也没有与诺曼·洛克威尔绘制并发表在1943年5月29日亡兵纪念日一期的《周六晚报》封面“女子铆钉工”联系起来。西屋公司的宣传海报与任何“罗西”这样走出家门工作支援前线的女性形象都没有关联。恰恰相反，这些海报从1943年2月开始向一些西屋工厂的员工展示了短短两个星期后，就从此消失了近四十年之久。其他的“罗西”图像占据了上风，这些图像大多是拍摄真实的工人。美国战争信息办公室（United States Office of War Information）曾全力进行一次大规模的全国性广告活动来为战争筹集经费，但“我们能做到！”并没有参与其中。
洛克威尔的“女子铆钉工”由《周六晚报》租借给美国财政部来作为推销战争债券的宣传海报。战争结束后，这幅画由于受版权保护而逐渐淡出了公众的视野。洛克威尔去世后，他所有的画作遗产都受到了积极的保护。这种保护也令其作品的收藏价值上涨，2002年，这幅画以5百万美元的价格售出。“我们能做到！”则与之相反，缺乏保护正是其之后得以重生的原因之一。
艾德·瑞斯是一位西屋公司历史学家志愿者，他指出原始图像并没有在战争期间向女性铆钉工展示，所以“女子铆钉工”并没有起到鼓励女性走出家门做工为前线出力的作用。相反，其展示的对象恰恰是西屋公司这些从酚醛树脂中捞出头盔内衬的女工。他为此还开玩笑说图像中的女性更应该是叫“头盔内衬工海伦或是树脂成形员莫莉”。

## 人物

### 杰拉尔丁·道爾的照片

1942年，被誤認為是傑拉爾丁·道爾的照片，照片主角的真實身分後來被證實為是娜歐蜜·帕克·弗雷利

许多人相信米勒是根据1942年的一张黑白照片制作了“我们能做到！”。该照片拍摄的是密歇根州安娜堡的一位17岁女工傑拉爾丁·道爾（她当时名叫杰拉尔丁·霍夫）。照片上的她正在仔细操作一台金属冲压机。不过这张照片拍摄后不久霍夫就辞去了这份工作，因为她听说之前操作金属冲压机的员工被机器伤到了手，而她不希望为此闹得连大提琴都没得拉。之后她在另一家工厂找了份计时员的工作。
如果米勒真是由这张照片获得的灵感，那么在创作这张海报的过程中他也做了大量的自由发挥，霍夫整个人明显强壮了很多，右手紧握成拳，左手撩起右手的衣袖，并且头也转过来面朝观众，衣领上还增加了西屋公司的员工身份徽章。霍夫对此一无所知，她甚至不知道米勒在制作这么一张海报。1943年结婚后，她跟随夫姓成为杰拉尔丁·道爾。
匹兹堡当地居民，西屋历史学家查尔斯··鲁斯曾与·霍华斯·米勒是好友，他对海报和道爾照片的关系深表怀疑。根据他的说法，米勒通常会以真人模特儿为素材进行创作，并没有从照片中寻找灵感的习惯。《铆钉工罗西：二战期间在国内战线上努力工作的女人》一书作者潘妮·科爾曼表示，自己和鲁斯都无法确定道爾的照片是否曾出现在任何米勒会看到的媒介上。

### 重新发现

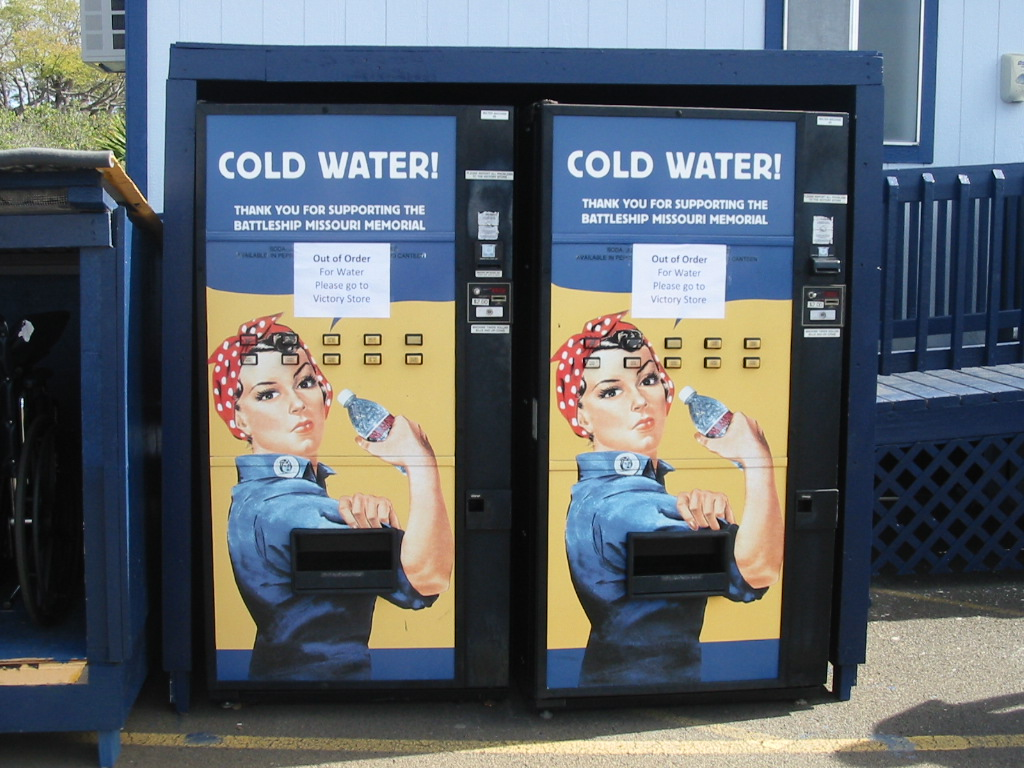
一个以“我们能做到！”为基础设计的瓶装水自动售货机商业广告

1982年，道爾看到一篇杂志文章中出现了这张“我们能做到！”海报，（可能是《华盛顿邮报杂志》上的一篇介绍国家档案和记录管理局海报收藏的文章）并马上认出来照片上的女人就是自己，只是她却从来没见过。
随后的几年里，这张海报被重新发掘出来促进女权主义的发展，女权主义者将其视为赋予女性权利的一个实例。其中的“我们”被理解为“我们女人”，从而将所有的女性团结起来与性别歧视对抗。这与海报1943年控制员工情绪、防止工会发起罢工的最初目的已是大不相同。
1994年3月，《史密森尼》杂志使用这张图片作为封面，来吸引读者阅读其中一篇有关战时海报的特色文章。1999年2月，美国邮政署根据这张图片制作发行了33美分的邮票，上面还配有“女人努力支援战争”的字样。1943年的一张西屋公司的海报也在美国历史国家博物馆展出，这是馆中进行的20世纪30至40年代物品展览的一部分。
很快人们开始将道爾和这个标志性的形象联系起来，之后她也会不时来到密歇根州女性名人堂为海报签名并与祝福的人们打招呼。她表示当年自己当年对海报一无所知或许是一件好事，“我那时候还没法处理好这么令人激动的情况”。

广告理事会70周年庆上使用了“我们能做到！”海报

### 验明正身
2011年，二戰時期曾擔任女工的娜歐蜜·帕克·弗雷利參與了在鉚釘女工/第二次世界大戰家庭前線國家歷史公園舉辦的一場重聚聯歡會，並在那時認出了自己1942年時的照片。她驚訝地發現，照片上標示的人名不是自己，而是另一位女工傑拉爾丁·道爾。經過相關人士的努力與查證，最終她被認定為真正的原型。

## 影响
进入21世纪后，这张图像已经广为人知，所表达的信息也远远超出了其在二战期间的狭小定义。它出现在T恤、纹身、咖啡杯和冰箱磁贴上，种类如此繁多，以至于《华盛顿邮报》称其是哥伦比亚特区最过度曝光的纪念项目。2008年，图像被用来为总统选举中的两位女性热门人物希拉里·克林顿和莎拉·佩林大作宣传。米歇尔·奥巴马也被合成到了图像中并“现身”2010年10月30日哥伦比亚特区国家广场上举行的一场聚会。这张图像还被用在公司家用清洁剂产品的商业广告上，照片中的女性左手上还戴有一个闪亮的结婚戒指。对这一图像的模仿应用不仅限于知名女性，还包括男性、动物和虚构人物，另外还有相关的摇头和动作玩偶面世。印第安纳波利斯的儿童博物馆中展示了一个长1.5米，宽1.2米，由数千颗糖果组成的复制品。
2010年6月，茱莉娅·吉拉德当选为历史上首位女性澳大利亚总理。墨尔本的一位自称凤凰的街头艺术家将吉拉德的脸张贴到了一张新的黑白版“我们能做到！”海报上。一本名叫《另一个》的杂志也于2010年7月刊登了从墨尔本一条街道上拍下的这张海报照片，照片显示海报右下角原本的“战争生产内部协调委员会”字样被换成了这位街头艺术家的照片组网址。2011年3月，凤凰又制作了一个彩色的版本，右下角换成“她做到了！”的字样。2012年，他又在海报上加上了醒目的“太伤心了”字样，来表示自己对澳大利亚政局发展的失望。
2010年12月，因當時還被認為是海報原型人物的傑拉尔丁·道爾逝世，《乌托读者》杂志提前定下了2011年1至2月的杂志封面，封面是对“我们能做到！”的一次戏仿，画面上动画片《辛普森一家》中的家庭主妇玛琦·辛普森举起右手并紧握成拳。杂志的编辑对道爾的去世表示遗憾，并认为她有可能是罗西这个角色的灵感来源。
2011年上映的超级英雄电影《美国队长》片尾字幕时会出现“我们能做到！”的立体图像，准确时间是英国女演员海莉·阿特维尔的名字出现时。
美国的一个名叫广告理事会的非盈利性组织声称，“我们能做到！”是由其前身战争广告委员会于1942年开发的，是“战时工作女性”宣传活动的一部分，让“超过200万女性”走进了军工厂。2012年2月该理事会70周年庆时，一个由设计的交互式应用链接到了理事会的页面，这个应用允许用户将自己的头像张贴到“我们能做到！”中代替原本的头像，并且保存下来再进行发布分享。理事会的首席执行官兼总裁佩姬·康伦也将自己的头像放在上面，之后与她所写的一篇有关理事会70年历史的文章一起发表在《赫芬顿邮报》上。哥伦比亚广播公司《今天》节目的两位职员也将电视台的两位新闻主播马特·劳尔和安·苏瑞的头像嵌入海报中发布在网站上。不过，薛顿贺尔大学教授詹姆斯··金伯尔和匹兹堡大学教授莱斯特··奥尔森对海报的来源进行研究后认定，这张海报并非由战争广告委员会开发，也不是为了招聘女性员工。